# 飛鷹計劃
《飛鷹計劃》是一部香港電影，威禾電影製作有限公司出品，1987年香港电影《龍兄虎弟》之續集，由成龍執導，陳勳奇擔任執行導演，於1991年上映，當時香港票房收入超過3900萬港元。

## 演員表
| 演 員              | 角 色  | 粵語配音 | 備 註        |
| 成龍               | Jackie | 鄧榮銾   | 亞洲飛鷹     |
| 鄭裕玲             | Ada    | 黃哲希   | 地質專家     |
| Eva Cobo De Garcia | Elsa   | 馮蔚衡   | 漢斯副官孫女 |
| 池田昌子           | 桃子   |          | 非洲旅人     |
| Aldo Sambrell      | Adolf  | 馮永和   |              |
| 盧惠光             | 僱傭兵 |          |              |
| Bozidar Smiljanic  | 伯爵   | 盧雄     |              |
| 陳誌華/陳朝鏞      |        |          |              |
| 火星               |        |          |              |
| 尹發               |        |          |              |
| 黎強權             |        |          |              |

## 劇情簡介
故事講述第二次世界大戰時納粹德軍於非洲沙漠隱藏了240噸黃金，飛鷹Jackie與助手Ada、德國少女Elsa及桃子一行人受命尋找。他們千辛萬苦到達藏金地點，但這裏不只有黃金，還有一連串未解之謎等著他們。

## 獎項
| 頒獎典禮             | 獎項         | 結果 |
| -------------------- | ------------ | ---- |
| 第11屆香港電影金像獎 | 最佳動作指導 | 提名 |

## 外部連結
- 香港影庫上《飛鷹計劃》的資料（繁體中文）
- 開眼電影網上《飛鷹計劃》的資料（繁體中文）
- 豆瓣电影上《飛鷹計劃》的資料 （简体中文）
- 时光网上《飛鷹計劃》的資料（简体中文）
- AllMovie上《飛鷹計劃》的资料（英文）
- 爛番茄上《飛鷹計劃》的資料（英文）
- 互联网电影数据库（IMDb）上《飛鷹計劃》的资料（英文）